# Цзисянь (Шуанъяшань)
Цзися́нь (кит. упр. 集贤, пиньинь Jíxián) — уезд городского округа Шуанъяшань провинции Хэйлунцзян (КНР).

## История
Сначала эти земли входили в состав уезда Фуцзинь (富锦县). В 1946 году был образован уезд Цзисянь провинции Хэцзян. В мае 1949 года провинция Хэцзян была присоединена к провинции Сунцзян. В июле 1954 года из уезда Цзисянь в отдельную административную единицу был выделен Шуанъяшаньский горнодобывающий район (双鸭山矿区), а в августе провинция Сунцзян была объединена с провинцией Хэйлунцзян, и уезд Цзисянь вошёл в состав округа Хэцзян (合江地区). В 1960 году решением Госсовета КНР уезд Цзисянь был расформирован: его западная часть вошла в состав Шуанъяшаня, а из восточной части был создан уезд Юи; однако в 1962 году уезд Юи был расформирован, а уезд Цзисянь воссоздан в прежних границах. В 1964 году уезд Юи был воссоздан, в 1973 году расформирован опять, в 1984 году воссоздан вновь. 1 января 1985 года район Хэцзян был ликвидирован, а вместо него был образован городской округ Цзямусы. В 1987 году уезд Цзисянь был переведён из городского округа Цзямусы в состав городского округа Шуанъяшань.

## Административное деление
Уезд Цзисянь делится на 5 посёлков и 3 волости.
| № | Название | Название (кит.) | Статус  | Население чел. (2010) | На карте                         |
| - | -------- | --------------- | ------- | --------------------- | -------------------------------- |
| 1 | Фули     | 福利镇          | поселок | 110534                | 46°43′20″ с. ш. 131°07′54″ в. д. |
| 2 | Цзисянь  | 集贤镇          | поселок | 30361                 | 46°48′49″ с. ш. 131°14′33″ в. д. |
| 3 | Ионъань  | 永安乡          | волость | 25765                 | 46°52′04″ с. ш. 131°14′23″ в. д. |
| 4 | Фэнлэ    | 丰乐镇          | поселок | 23075                 | 46°48′52″ с. ш. 130°52′04″ в. д. |
| 5 | Шэнчан   | 升昌镇          | поселок | 22484                 | 46°42′42″ с. ш. 131°23′35″ в. д. |
| 6 | Синъань  | 兴安乡          | волость | 20693                 | 46°50′47″ с. ш. 131°01′44″ в. д. |
| 7 | Яотунь   | 腰屯乡          | волость | 18885                 | 46°50′02″ с. ш. 131°23′35″ в. д. |
| 8 | Тайпин   | 太平镇          | поселок | 18357                 | 46°45′44″ с. ш. 130°41′58″ в. д. |

## Соседние административные единицы
Уезд Цзисянь на юге граничит с районами Цзяньшань, Линдун, Сыфантай и Баошань, на востоке — с уездом Юи, с остальных сторон окружён городским округом Цзямусы.